# 13523 Vanhassel
13523 Vanhassel este un asteroid din centura principală de asteroizi.

## Descriere
13523 Vanhassel este un asteroid din centura principală de asteroizi. A fost descoperit pe 6 iunie 1991 la Observatorul La Silla de Eric Walter Elst. Asteroidul prezintă o orbită caracterizată de o semiaxă mare de 3,04 ua, o excentricitate de 0,06 și o înclinație de 5,5° în raport cu ecliptica.